# Aristolochia killipiana
Aristolochia killipiana là một loài thực vật có hoa trong họ Aristolochiaceae. Loài này được O.C.Schmidt mô tả khoa học đầu tiên năm 1935.